# Chrīstos Intzidīs
Chrīstos Intzidīs (in greco Χρήστος Ιντζίδης?; Salonicco, 9 gennaio 1993) è un calciatore greco, difensore del Modica.

## Carriera
Ha giocato nella massima serie dei campionati greco e lituano.

## Palmarès

### Competizioni regionali
- Coppa Italia Dilettanti Sicilia: 1

Paternò: 2023-2024
- Eccellenza: 1

Athletic Club Palermo: 2024-2025 (girone A)

### Competizioni nazionali
- Coppa Italia Dilettanti: 1

Paternò: 2023-2024